# Kneiphof

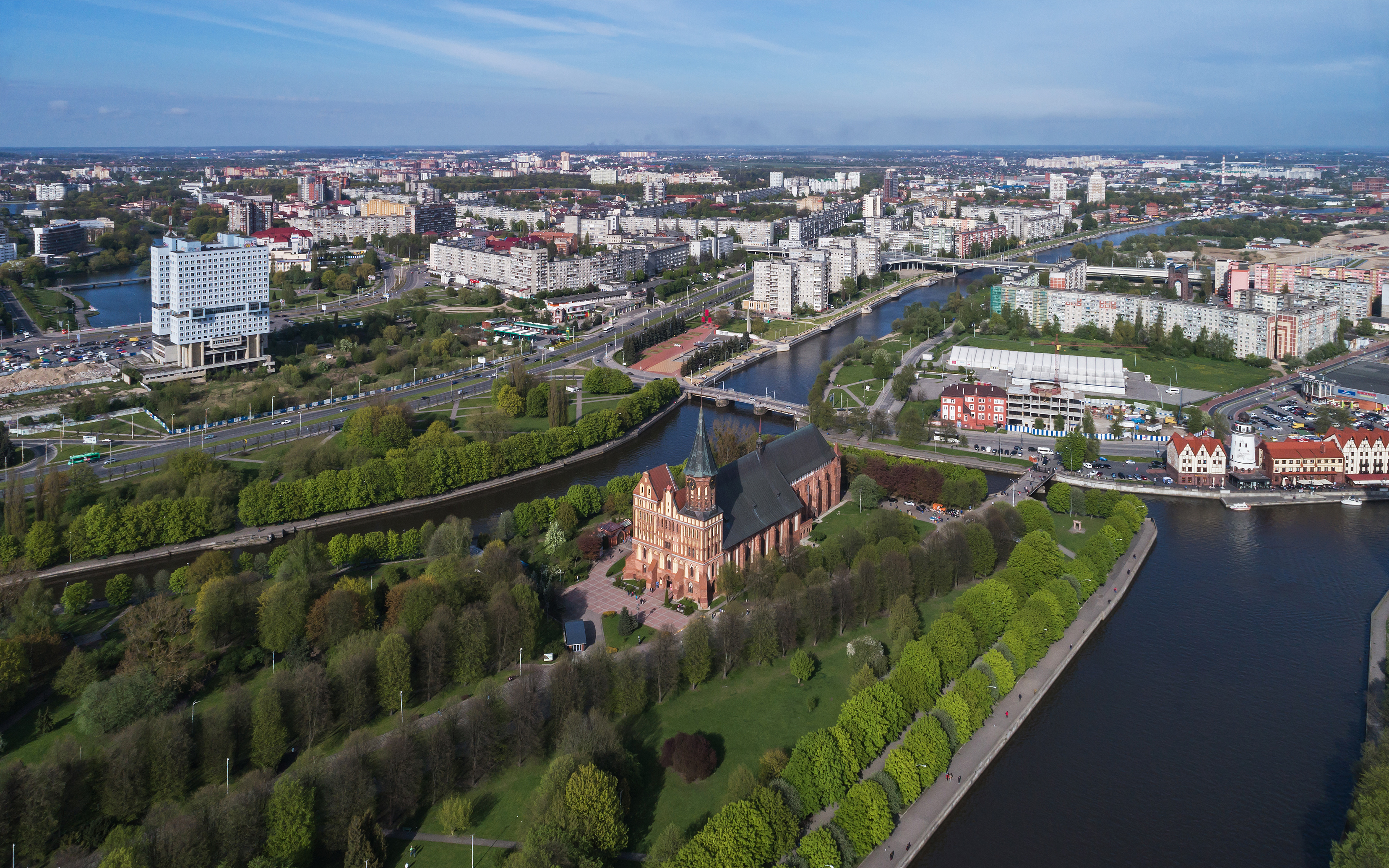
Vue aérienne du centre-ville de Kaliningrad d'aujourd'hui avec Kneiphof au premier plan

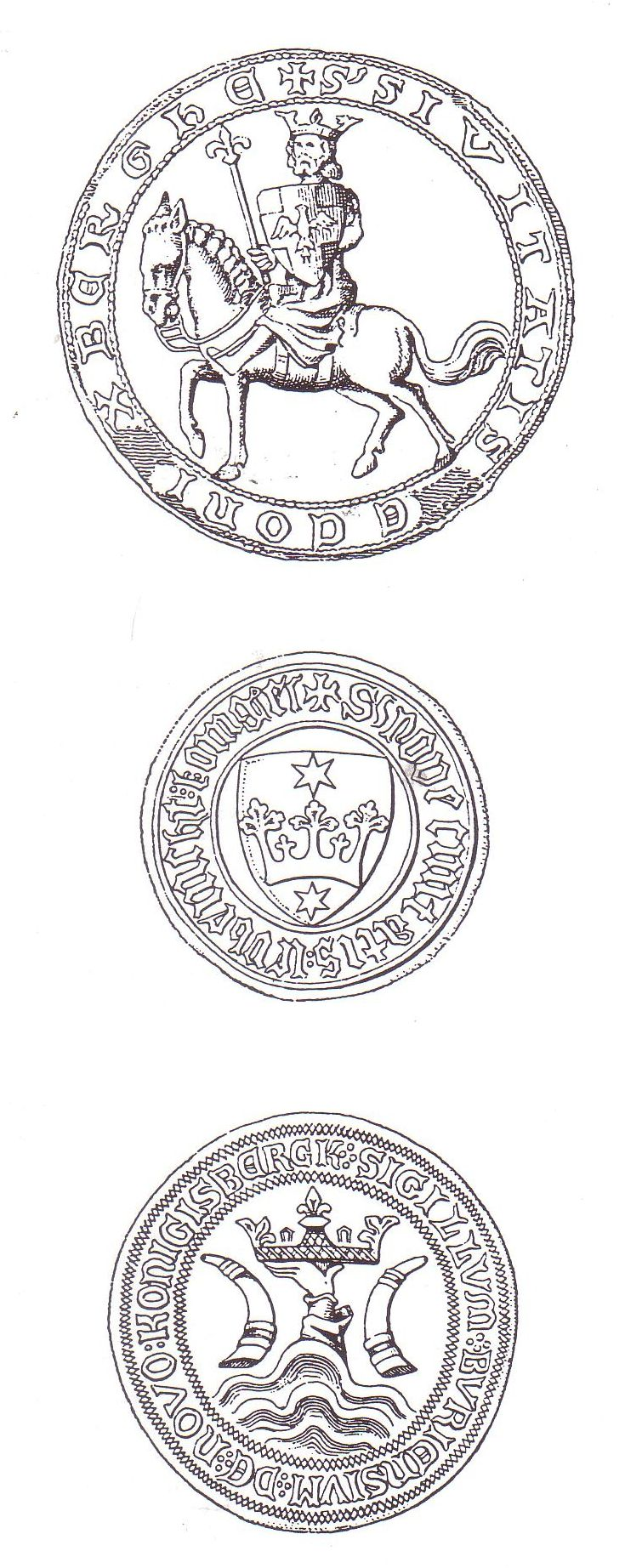
Les plus anciens sceaux de la ville (à partir du haut) Altstadt (1360), Löbenicht (1413) et Kneiphof (1383)

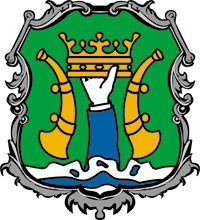
Armoiries de Kneiphof

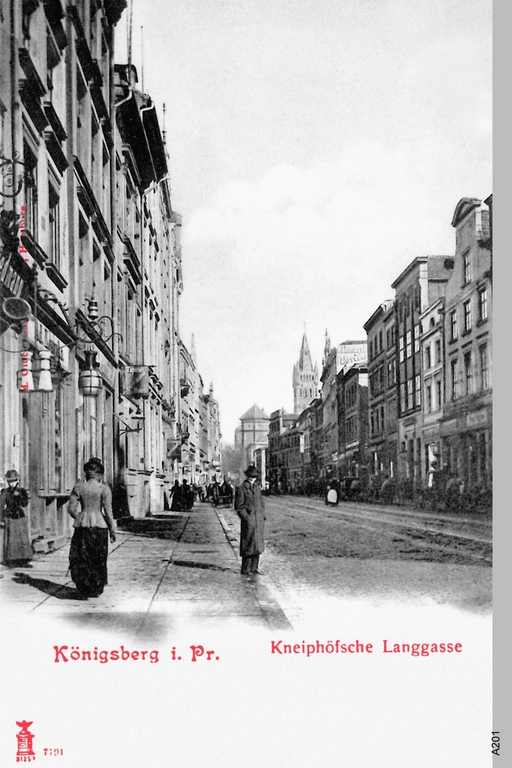
Carte postale de Kneiphöfsche Langgasse

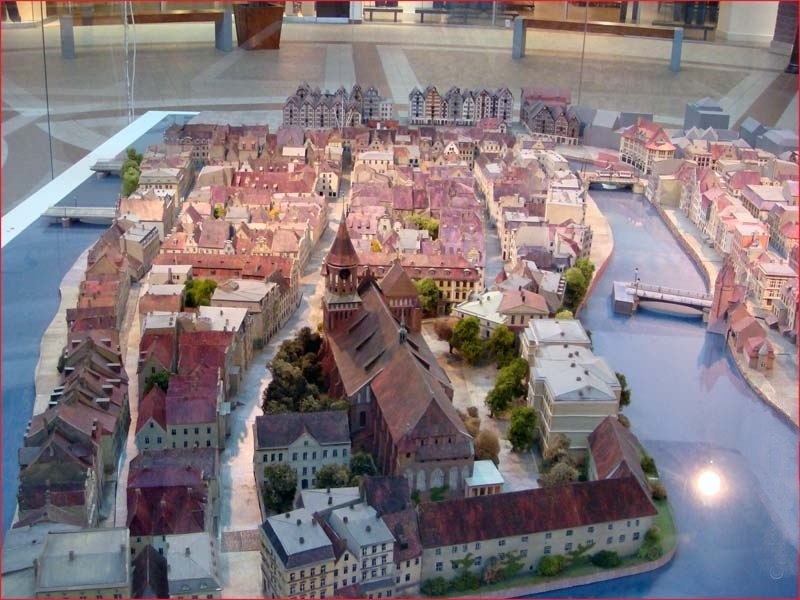
Reconstitution de Kneiphof au musée de Kaliningrad

Kneiphof (lituanien : Knypava ; polonais : Knipawa) était un quartier du centre de Königsberg, en Allemagne. 
Au Moyen Âge, c'était l'une des trois villes qui composaient la ville de Königsberg, les autres étant Altstadt et Löbenicht. La ville était située sur une île de 10 hectares (25 acres) du même nom sur la rivière Pregel et comprenait la cathédrale de Königsberg et le campus d'origine de l'Université de Königsberg. Son territoire fait maintenant partie du raïon de Moskovsky (de) de Kaliningrad, en Russie.

## Étymologie
Les variations médiévales de Kneiphof incluaient Knipaw, Knipab, et Knypabe. Le nom venait du vieux-prussien, se référant à une terre ou une zone marécageuse inondée par l'eau ; l'île était délimitée au nord par la Neue Pregel et au sud par l'Alte Pregel (ou Natangische Pregel), branches de la rivière Pregel. Au début du XIVe siècle, l'île était connue en allemand sous le nom de Vogtswerder, car elle était utilisée par un vogt des chevaliers teutoniques. Le nom Pregelmünde (embouchure du Pregel) été encouragé en 1333, mais les habitants allemands ont plutôt utilisé le nom prussien utilisé dans la charte de 1327. Un sceau de ville de 1383 et un sceau du XVe siècle nomment la ville nova civitas ou nouvelle ville, mais cette appellation n'est pas utilisée dans les documents.

## Histoire

### Fondation
Fondée au sein de l'État de l'Ordre Teutonique, Kneiphof était la plus jeune des trois villes de Königsberg, chacune ayant sa propre charte, ses droits de marché, son église et ses fortifications. Le peuplement par des marchands s'intensifie en 1324 avec des constructions le long de la Langgasse et la construction des ponts Krämerbrücke et Grüne Brücke. La ville a obtenu les droits de Kulm le 6 avril 1327 par le grand maître Werner von Orseln. La nouvelle ville de Kneiphof englobait les deux tiers de l'île ; la même année, Orseln accorda le tiers est de l'île à l'évêché de Samland pour permettre la construction de la cathédrale qui eut lieu vers 1330-1380. Les armoiries de Kneiphof représentaient un bras vêtu de bleu sortant des vagues et tenant une couronne, entouré de deux cornes de chasse dorées dans un champ vert.
Avec l'île, la ville de Kneiphof avait également compétence sur les Freiheiten (de) Vorstadt (en) et le village Haberberg (de) en Natangie. Haberberg et Alter Garten ont été accordés à Kneiphof par le Grand Maître Albert de Brandebourg-Ansbach pour services rendus pendant la guerre polono-teutonique (1519-1521). Les entrepôts de Kneiphof ont été construits à Vordere Vorstadt. D'autres endroits contrôlés par Kneiphof comprenaient le village Schönfliess (en), les domaines Fischhof et Anker le long de la Pregel, Rosenau, et la fabrique de tuiles à Genslack près d'Ottenhagen.
Les ponts reliant Kneiphof à Altstadt étaient le Krämerbrücke (construit en 1286), le Dombrücke (construit vers 1330, détruit 1379) et le Schmiedebrücke (construit en 1379). Le Honigbrücke (construit en 1542) reliait Kneiphof à Lomse (de), tandis que la ville était reliée à Vorstadt par le Grüne Brücke (construit en 1322) et le Köttelbrücke (construit en 1377).
En tant que membre de la Ligue hanséatique, Kneiphof a participé à la Confédération de Cologne contre le roi Valdemar IV de Danemark en 1367.

### Guerre de Treize Ans
Altstadt et Kneiphof ont envoyé des représentants à la Confédération prussienne en 1440, mais pas Löbenicht. En tant que membres de la Confédération, les villes de Königsberg se sont rebellées contre les chevaliers teutoniques en 1454 au début de la guerre de Treize Ans et se sont alliées avec le roi de Pologne Casimir IV Jagellon. La rébellion de Königsberg était soutenue par la classe marchande et dirigée par le bourgmestre d'Altstadt, Andreas Brunau. Sur la base de l'exemple de Dantzig, Brunau espérait faire de Königsberg une ville autonome avec contrôle sur tout le Samland. Le 19 juin, le Bürgermeister de Kneiphof, Jürgen Langerbein de Stralsund, a rendu hommage au chancelier polonais Jan Taszka Koniecpolski (pl).
Brunau perd le soutien d'Altstadt et de Löbenicht le 24 mars 1455 en raison de l'opposition spontanée des artisans et des travailleurs, les rebelles se retirant à Kneiphof. Les travailleurs de Kneiphof étaient trop faibles pour vaincre les rebelles de Brunau. Le 15 avril, Komtur Heinrich Reuß von Plauen, soutenu par des Prussiens libres apportant 300 chevaux, s'est approché de la ville. Altstadt et Löbenicht leur ont rendu hommage les jours suivants. Kneiphof est cependant restée en rébellion, protégée par l'eau et les murs. Les forces de Langerbein se composaient de 1 000 hommes, dont 400 de Dantzig. Plauen avait le soutien de Altstadt, Löbenicht, 300 Sambiens libres, et des soldats dirigés par la noblesse saxonne et silésienne, y compris Balthazar de Żagań, Hans et Adolf von Gleichen, Johann von Wartenberg, et Botho von Eulenburg.
Plauen a mené une attaque infructueuse sur Kneiphof depuis Haberberg le 13 avril, suivie de combats indécis entre Kneiphof et Altstadt du 18 au 19 avril. Après que neuf navires de Dantzig sont arrivés pour aider Kneiphof, les forces de Plauen ont pris deux ponts et les ont protégés avec des blockhaus pour empêcher de nouveaux renforts. Quand quinze autres navires sont arrivés, les Dantzickois ont pu reprendre un pont, mais ont subi de lourdes pertes en essayant de reprendre le second et se sont retirés après quatre jours de combats. Plauen a résisté aux sorties de Kneiphof et ses forces ont augmenté régulièrement en nombre ; le Landmeister de Pivoine a fourni 500 soldats et le roi Christian Ier de Danemark a envoyé un navire. Les rebelles de Kneiphof se sont rendus à cause de la faim à Plauen le 14 juillet, et des soldats et des citoyens ont été amnistiés,. Kneiphof restait méfiant envers Plauen et les chevaliers teutoniques, mais ne retenait le manque d'assistance polonaise. Kneiphof a continué à conspirer avec Dantzig contre les chevaliers, conduisant Plauen à remplacer l'ensemble du conseil municipal et onze bourgeois. En 1455, Plauen réaffirme les droits de la ville de Kneiphof.

### Ère moderne
Kneiphof est devenu une partie du duché de Prusse lorsque la branche prussienne de l'Ordre Teutonique a été sécularisée en 1525. L'Université de Königsberg, l'Albertina, a été fondée juste à l'est de la cathédrale en 1544. Un nouveau campus, la Neue Universität sur la Paradeplatz (de) au nord d'Altstadt, fut consacré en 1861 en remplacement.
Kneiphof est devenu une partie du Royaume de Prusse en 1701. La même année, les trois villes résistent aux efforts de Burgfreiheit (de) pour former une quatrième ville proposée, Friedrichsstadt. Par le Rathäusliche Reglement du 13 juin 1724, le roi Frédéric-Guillaume Ier de Prusse a fusionné Altstadt, Löbenicht, Kneiphof et leurs banlieues respectives dans la ville unie de Königsberg. Le château de Königsberg et sa banlieue restèrent séparés jusqu'à la Städteordnung (de) d'Heinrich Friedrich Karl vom Stein, le 19 novembre 1808, à l'époque des réformes prussiennes.

### Kaliningrad

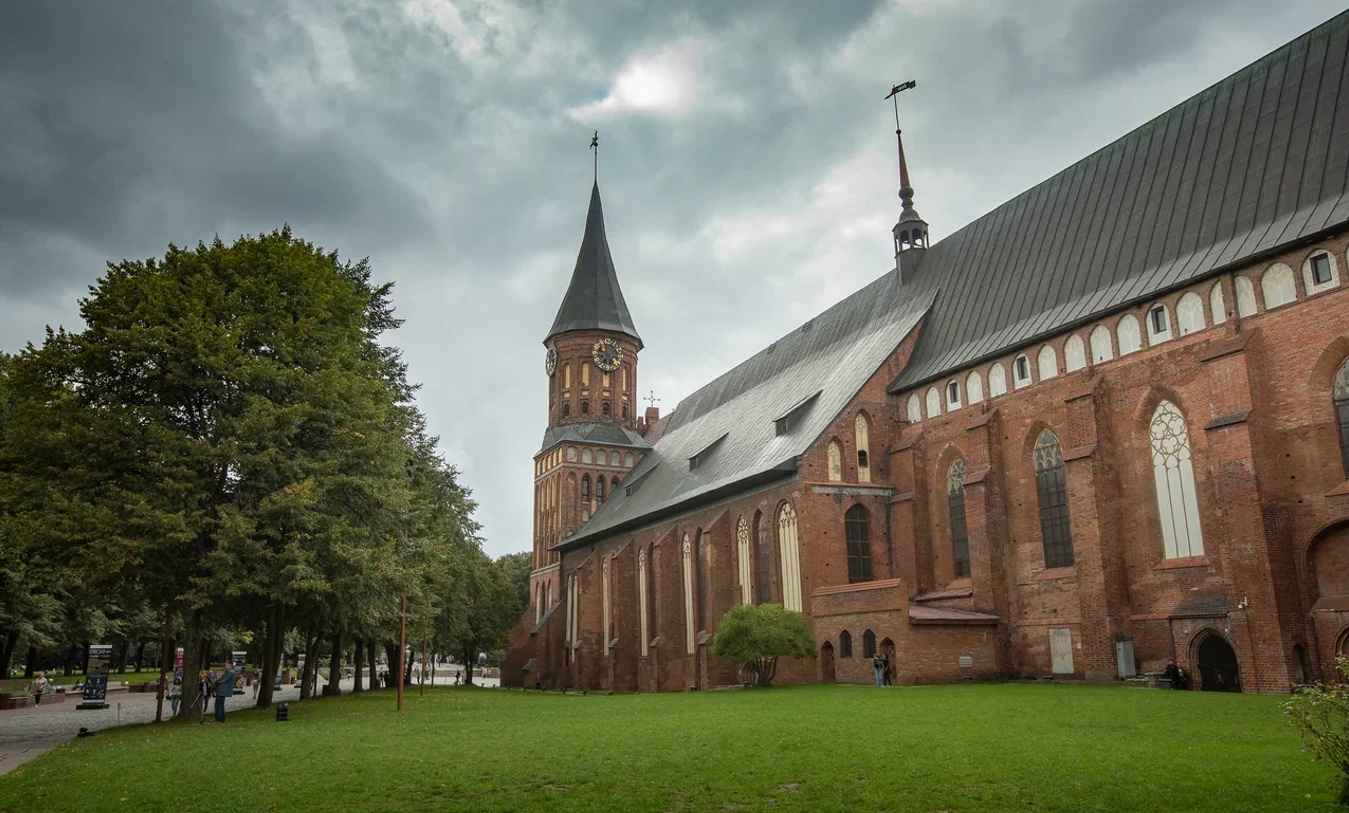
Cathédrale. Kaliningrad

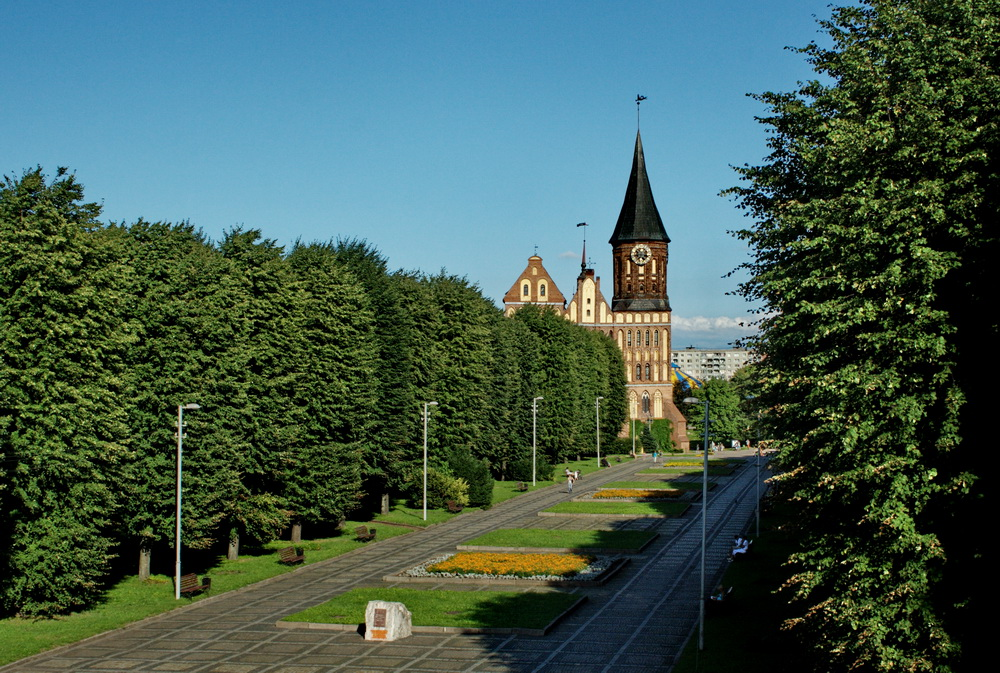
Allée près de la cathédrale

Kneiphof a été dévasté par le bombardement de Königsberg, en 1944, pendant la Seconde Guerre mondiale. Conquise et annexée par l'Union soviétique en 1945, Königsberg a été renommée Kaliningrad en 1946. Des matériaux provenant d'anciens bâtiments de Kneiphof ont été utilisés pour la reconstruction de villes telles que Leningrad. Dans les années 1970, l'île a commencé à être convertie en parc avec de nombreuses sculptures. La reconstruction de la cathédrale a commencé dans les années 1990. L'île sur laquelle était situé l'ancien quartier de Kneiphof, l'île de Kneiphof, a été renommée l'île de Kant, en l'honneur du philosophe Emmanuel Kant.

## Emplacements
La cathédrale de Königsberg s'est élevée au-dessus de la ville insulaire. L'hôtel de ville de Kneiphof a servi d'hôtel de ville pour l'ensemble de Königsberg de 1724 à 1927, lorsque l'administration a déménagé au Stadthaus. L'école secondaire de l'île, le lycée de Kneiphof, était située au nord de la cathédrale et a ensuite accueilli le lycée municipal d'Altstadt-Kneiphof (en). La bibliothèque et les archives municipales de Königsberg étaient situées sur le campus d'origine de l'université.
La Kneiphöfische Langgasse était l'une des artères les plus fréquentées de la ville. Des banques étaient situées le long de la rue, comme la Dresdner Bank, la Commerzbank, la Landesbank der Provinz Ostpreußen, la Stadtsparkasse et l'Ostbank für Handel und Gewerbe.